# 愛爾蘭音樂
愛爾蘭音樂是在愛爾蘭島上以各種流派創作的音樂。受到凱爾特文化影響，又影響了美國音樂。音樂形式不同又可分為愛爾蘭傳統音樂、愛爾蘭古典樂、愛爾蘭爵士樂和愛爾蘭流行樂。
愛爾蘭島上的民俗音樂被稱為愛爾蘭傳統音樂。歷史可追溯到中世紀的格里高利聖歌、文藝復興時期的音樂、宮廷巴洛克音樂和古典主义音乐，還有許多浪漫主義，後浪漫主義和二十世紀現代主義音樂。儘管全球化的文化力量，它在整個20世紀和進入21世紀仍然充滿活力。儘管與英國和美國的音樂相互影響，但愛爾蘭傳統音樂保留了許多元素，並且本身影響了許多音樂形式，例如美國的鄉村音樂和根源音樂。反過來又對現代搖滾音樂產生了一些影響。它偶爾會與搖滾、朋克搖滾融合在一起。其中一些融合藝術家在國內外取得了成功。許多作曲家和樂團在古典傳統中創作和表演前衛藝術音樂。愛爾蘭也產生了許多著名的爵士音樂家，特別是在1950年代之後。